# Micropodabrus impressicornis
Micropodabrus impressicornis is een keversoort uit de familie soldaatjes (Cantharidae). De wetenschappelijke naam van de soort werd in 1925 gepubliceerd door Maurice Pic.